# Susquehanna
Susquehanna (anglicky Susquehanna River) je řeka ve státech New York, Pensylvánie a Maryland na východě USA. Je 715 km dlouhá. Povodí má rozlohu 71 000 km².

## Průběh toku
Hlavní severní zdrojnice odtéká z jezera Otsego v Cooperstownu ve státě New York v pohoří Catskill. Teče na západ až jihozápad. Přibírá řeku Unadilla v Sidney a Chenango v centru Binghamtonu. Na předměstí Athens jižně od Waverly poté, co překročí hranici Pensylvánie přibírá Chemung ze severozápadu a mění směr v pravém úhlu mezi Sayre and Towandou. Jihozápadně od Scrantonu přijímá Lackawannu, otáčí se na jihozápad a protéká okolo měst Wilkes-Barre, Nanticoke, Berwick, Bloomsburg a Danville v Appalačském pohoří a na planině Piedmont, přičemž vytváří peřeje. Severně od Northumberlandu nad Sunbury se severní zdrojnice spojuje s vedlejší západní zdrojnicí. Společný tok ústí v Marylandu do zátoky Chesapeake Atlantského oceánu.

## Vodní stav
Nejvyšších vodních stavů dosahuje na jaře, zatímco od září do listopadu je úroveň hladiny nejnižší. Průměrný roční průtok vody u města Harrisburg činí 963 m³/s. Zamrzá na konci prosince a rozmrzá na konci března až na začátku dubna.

## Využití
Na řece bylo vybudováno mnoho přehradních nádrží. Vodní doprava je možná na dolním toku.